# Municipio de Kimbrough
El municipio de Kimbrough (en inglés: Kimbrough Township) es un municipio ubicado en el condado de Lincoln en el estado estadounidense de Arkansas. En el año 2010 tenía una población de 81 habitantes y una densidad poblacional de 1,36 personas por km².

## Geografía
El municipio de Kimbrough se encuentra ubicado en las coordenadas 34°7′40″N 91°40′26″O / 34.12778, -91.67389. Según la Oficina del Censo de los Estados Unidos, el municipio tiene una superficie total de 59.43 km², de la cual 53,13 km² corresponden a tierra firme y (10,59 %) 6,29 km² es agua.

## Demografía
Según el censo de 2010, había 81 personas residiendo en el municipio de Kimbrough. La densidad de población era de 1,36 hab./km². De los 81 habitantes, el municipio de Kimbrough estaba compuesto por el 41,98 % blancos, el 49,38 % eran afroamericanos, el 7,41 % eran de otras razas y el 1,23 % eran de una mezcla de razas. Del total de la población el 7,41 % eran hispanos o latinos de cualquier raza.